# Renzo Mazzoleni
Renzo Mazzoleni (Bergamo, 31 gennaio 1977) è un ex ciclista su strada italiano.

## Carriera
Nato nel 1977 a Bergamo, è fratello di Eddy Mazzoleni, anche lui ciclista professionista, dal 1996 al 2007.
Da juniores vince il Trofeo MP Filtri nel 1994 e il Trofeo Francesco Buffoni nel 1995, mentre da Elite conquista il Giro ciclistico della provincia di Cosenza nel 2000, da Elite, con la Ceramiche Pagnoncelli. Dopo aver corso con la Ceramiche Pagnoncelli, nel 2001, a 24 anni, passa professionista con la Colpack, dove rimane per due stagioni, prendendo parte in entrambi gli anni al Giro di Lombardia, ritirandosi sia nel 2001 che nel 2002, e al Giro d'Italia, arrivando 83º nel 2001 e 96º nel 2002.
Nel 2003 si trasferisce alla squadra svizzera del Team Macandina, conquistando tre vittorie: una tappa al Circuit des Ardennes, lo Schynberg Rundfahrt e la Schattdorf. Ritornato in una squadra italiana nel 2004, alla Tenax, partecipa al Giro d'Italia di quell'anno, piazzandosi 110º. Al termine della stagione, a 27 anni, si ritira dall'attività.

## Palmarès
- 1994 (juniores)

Trofeo MP Filtri
- 1995 (juniores)

Trofeo Francesco Buffoni
- 2000 (elite)

Giro ciclistico della provincia di Cosenza
- 2003 (Macandina, tre vittorie)

1ª tappa Circuit des Ardennes (Nouvion > Nouvion)
Schynberg Rundfahrt
Schattdorf

## Piazzamenti

### Grandi Giri
- Giro d'Italia

2001: 83º
2002: 96º
2004: 110º

### Classiche monumento
- Giro di Lombardia

2001: ritirato
2002: ritirato